# Bert Meulman
Wolbert (Bert) Meulman (Grootegast, 28 september 1946) is een Nederlands burgemeester.
Meulman studeerde rechten aan de Rijksuniversiteit Groningen en is zijn carrière begonnen op de secretarie van de gemeente Groningen. Daarna heeft hij een aantal jaren op de griffie van de provincie Groningen gewerkt. Vervolgens is hij adjunct-secretaris van de Vrije Universiteit van Amsterdam geweest.
Meulman begon zijn bestuurlijke carrière als wethouder van de gemeente Hilversum. In 1995 werd hij benoemd tot burgemeester van de gemeente Den Ham. In 2001, na de gemeentelijke herindeling, werd hij burgemeester van Hardenberg. Meulman is lid van het CDA. Begin 2011 gaf hij aan in september van dat jaar met pensioen te zullen gaan en in oktober werd hij opgevolgd door Peter Snijders die tot dan de burgemeester van De Wolden was.